# Macrodactylini
Macrodactylini is een tribus uit de familie van bladsprietkevers (Scarabaeidae). De tribus telt 47 geslachten en 1025 soorten en ondersoorten in de nieuwe wereld, c.q. 32 geslachten.

## Taxonomie
De volgende geslachten en soorten zijn bij de tribus ingedeeld: en aangevuld via Zootaxa.
- Geslacht Agaocnemis Moser, 1918[6] - 1 soort
  - Agaocnemis pruina Moser, 1918[6]
- Geslacht Alvarinus Blanchard, 1850 - 16 soorten 
  - = Corminus Burmeister, 1855
  - Alvarinus bahianus (Moser, 1919)
    - = Corminus bahianus Moser, 1919

  - Alvarinus brasiliensis (Moser, 1919)
    - = Corminus brasiliensis Moser, 1919

  - Alvarinus canescens Burmeister, 1855
    - = Corminus canescens Burmeister, 1855

  - Alvarinus guayaquilanus (Moser, 1921)
    - = Corminus guayaquilanus Moser, 1921

  - Alvarinus hilarii Blanchard, 1850
  - Alvarinus luridipennis (Burmeister, 1855)
    - = Corminus luridipennis Burmeister, 1855

  - Alvarinus maniculatus (Burmeister, 1855)
    - = Corminus maniculatus Burmeister, 1855

  - Alvarinus oblongus (Moser, 1919)
    - = Corminus oblongus Moser, 1919

  - Alvarinus pallidipennis Blanchard, 1850
    - = Plectris rectangula Frey, 1967

  - Alvarinus parvulus (Moser, 1919)
    - = Corminus parvulus Moser, 1919

  - Alvarinus rufofucsus (Moser, 1924)
    - = Corminus rufofucsus Moser, 1924

  - Alvarinus setulosus (Moser, 1919)
    - = Corminus setulosus Moser, 1919

  - Alvarinus submetallicus Blanchard, 1850
    - = Philochloenia chalcea Burmeister, 1855
    - = Plectris chalcea Burmeister; Frey, 1967

  - Alvarinus subsericeus Blanchard, 1850
  - Alvarinus testaceipennis (Moser, 1921)
    - = Corminus testaceipennis Moser, 1921

  - Alvarinus varians (Moser, 1921)
    - = Corminus varians Moser, 1921
- Geslacht Ampliodactylus Smith, 2008 - 7 soorten
  - Ampliodactylus elguetai Smith & Mondaca, 2015
  - Ampliodactylus guinezi Smith & Mondaca, 2015
  - Ampliodactylus inusitus Smith & Mondaca, 2015
  - Ampliodactylus marmoratus (Curtis, 1844)
    - = Macrodactylus marmoratus Curtis, 1844
    - = Chremastodus marmoratus (Curtis, 1844)

  - Ampliodactylus modestus (Philippi, 1861)
    - = Schizochelus modestus Philippi, 1861

  - Ampliodactylus panguipullensis Smith & Mondaca, 2015
  - Ampliodactylus vestitus (Philippi, 1864)
    - = Schizochelus vestitus Philippi, 1864
- Geslacht Ancistrosoma Curtis, 1835 - 15 soorten
  - Ancistrosoma klugi Curtis, 1835
- Geslacht Anomonyx Saylor, 1940 - 1 soort
  - = Anomalonyx Moser, 1922
  - Anomonyx uruguayensis (Moser, 1922)
    - = Anomalonyx uruguayensis Moser, 1922
- Geslacht Anoplosiagum Blanchard, 1850 - 31 soorten
  - Anoplosiagum rufipenne (Fabricius), 1801
- Geslacht Astaenosiagum Martínez, 1957 - 1 soort
  - Astaenosiagum longipes (Philippi, 1861)
    - = Schizochelus longipes F. Philippi, 1861
- Geslacht Barybas Blanchard, 1850 - 49 soorten
  - = Ctilocephala Burmeister, 1855
  - = Eubarybas Gutiérrez, 1952
  - = Microcrania Burmeister, 1855
  - = Pseudohercitis Moser, 1921
  - Barybas compacta (Erichson, 1847)
    - = Philochlaenia compacta Erichson, 1847

  - Barybas nana Blanchard, 1850
  - Barybas volvulus Burmeister, 1855
- Geslacht Calodactylus Blanchard, 1850 - 10 soorten
  - = Dioplia Burmeister, 1855
  - Calodactylus sulphurea (Burmeister, 1855)
    - = Dioplia sulphurea Burmeister, 1855

  - Calodactylus tibialis Blanchard, 1850
- Geslacht Ceraspis Lepeletier & Serville, 1828 - 101 soorten
  - = Faula Blanchard, 1850
  - Ceraspis pilatei (Harold)
  - Ceraspis pruinosa Lepeletier & Serville, 1828
    - = Melolontha bivulnerata Germar

  - Ondergeslacht Isoceraspis Ohaus, 1911
    - Ceraspis duckei Ohaus, 1911.
- Geslacht Ceratolontha Arrow, 1948 - 1 soort
  - Ceratolontha venezuelae Arrow, 1948
- Geslacht Chariodactylus Moser, 1919 - 2 soorten
  - Chariodactylus chacoensis Moser, 1919
- Geslacht Chariodema Blanchard, 1850 - 12 soorten
  - Chariodema virescens (Blanchard, 1850)
    - = Philochloenia virescens Blanchard, 1850
- Geslacht Clavipalpus Laporte, 1832 - 20 ? soorten
  - = Amphicrania Burmeister, 1855
  - = Paulosawaya Martínez and D’Andretta, 1956
  - Clavipalpus aequatorialus Moser, 1918
  - Clavipalpus dejeani Laporte, 1832
  - Clavipalpus ornatissimus (Martínez and D'Andretta, 1956)
    - = Paulosawaya ornatissima Martínez and D'Andretta, 1956

  - Clavipalpus ursinus Blanchard, 1850
    - = Amphicrania ursina Burmeister, 1855
- Geslacht Compsodactylus Fuhrmann, 2012
- Geslacht Ctenotis Burmeister, 1855 - 1 soort
  - Ctenotis obesa Burmeister, 1855
- Geslacht Dasyus Le Peletier and Serville, 1828 - 2 soorten
  - Dasyus collaris Le Peletier and Serville, 1828
  - Dasyus nigellus Burmeister, 1855
- Geslacht Dicrania Lepeletier & Serville, 1828 - 43 soorten
  - = Monocrania Laporte, 1832
  - Dicrania luridipennis (Laporte, 1832)
    - = Monocrania luridipennis Laporte, 1832

  - Dicrania nigra Le Peletier and Serville, 1828
- Geslacht Extenuoptyophis Smith & Mondaca, 2015 - 2 soorten
  - Extenuoptyophis horridulus Smith & Mondaca, 2015
  - Extenuoptyophis metropolitensis Smith & Mondaca, 2015
- Geslacht Gama Blanchard, 1850 - 29 soorten
- Geslacht Gastrohoplus Moser, 1921 - 1 soort
  - Gastrohoplus mirabilis Moser, 1921
- Geslacht Hercitis Burmeister, 1855 - 4 soorten
  - Hercitis flavosquamosa Moser, 1924
  - Hercitis pygmaea Burmeister, 1855
  - Hercitis testacea Moser, 1918
  - Hercitis zikani Moser, 1921
- Geslacht Hieritis Burmeister, 1855 - 1 soort
  - Hieritis macrocera Burmeister, 1855
- Geslacht Insimuloissacaris Smith & Mondaca, 2015 - 1 soort
  - Insimuloissacaris nahuelbutensis Smith & Mondaca, 2015
- Geslacht Isonychus Mannerheim, 1829 - 147 soorten
  - Isonychus sulphureus Mannerheim, 1829
  - = Colporhina Curtis, 1844
- Geslacht Issacaris Fairmaire, 1889 - 5 soorten
  - Issacaris bullocki Gutiérrez, 1952
  - Issacaris falsa Smith & Mondaca, 2015
  - Issacaris petalophora Fairmaire, 1889
  - Issacaris setosiventris Gutiérrez, 1952
  - Issacaris sola Smith & Mondaca, 2015
- Geslacht Macrodactylus Dejean, 1821 - 111 soorten
  - = Stenothorax Harris, 1827
  - = Chremastodus Solier, 1851
  - Macrodactylus chilensis Solier, 1851
    - = Chremastodus pubescens Solier, 1851

  - Macrodactylus farinosus Philippi, 1864
    - = Macrodactylus crassipes Philippi, 1864
    - = Macrodactylus nigrinus Philippi, 1864
- Geslacht Manodactylus Moser, 1919 - 1 soort
  - Manodactylus gaujoni Moser, 1919
- Geslacht Manopus Laporte de Castelnau, 1840 - 2 soorten
  - Manopus biguttatus Laporte de Castelnau, 1840
  - Manopus simillimus Moser, 1926
- Geslacht Modialis Fairmaire & Germain, 1860 - 1 soort
  - = Acanthosternum Philippi, 1861
  - Modialis prasinella Fairmaire & Germain, 1860
    - = Acanthosternum splendens Philippi, 1861
- Geslacht  Neuquenodactylus Smith & Mondaca, 2015 - 1 soort
  - Neuquenodactylus ramus Smith & Mondaca, 2015
- Geslacht Oedichira Burmeister, 1855 - 2 soorten
- Geslacht Pectinosoma Arrow, 1913 - 1 soort
  - Pectinosoma elongatum Arrow, 1913
- Geslacht Phytholaema Blanchard 1851 - 4 soorten
  - = Lacris Fairmaire & Germain, 1860
  - = Melicurus Germain, 1905
  - Phytholaema dilutipes (Fairmaire & Germain, 1860)
    - = Lacris dilutipes Fairmaire & Germain, 1860
    - = Phytholaema flavipes Philippi, 1861
    - = Phytholaema elaphocera Redtenbacher, 1868

  - Phytholaema fenestra Smith & Mondaca, 2015
  - Phytholaema herrmanni Germain, 1901
    - = Phytholaema pallida Saylor, 1937
    - = Phytholaema peccans Blackwelder, 1944

  - Phytholaema mutabilis (Solier, 1851)
    - = Areoda mutabilis Solier, 1851
- Geslacht Plectris LePeletier & Serville, 1828 - 361 soorten
  - = Pseudoserica Guérin-Méneville, 1838
  - = Euryaspis Blanchard, 1851
  - = Trichoderma Nonfried, 1894
  - = Junkia von Dalla Torre, 1913
  - = Demodema Blanchard, 1850
  - Plectris blanchardi Frey, 1967
    - = Plectris argentina Moser, 1926

  - Plectris talinay Mondaca, 2010
  - Plectris tomentosa LePeletier & Serville, 1828
- Geslacht Pristerophora Harold, 1869 - 3 soorten
  - =Prionophora Solier, 1851
  - = Astaenosiagum Martínez, 1957
  - Pristerophora longipes (Philippi, 1861)
    - = Schizochelus longipes Philippi, 1861
    - = Schizochelus ursulus Philippi, 1864
    - = Astaenosiagum longipes (Philippi, 1861

  - Pristerophora paulseni Smith, 2008
  - Pristerophora picipennis (Solier, 1851)
    - = Schizochelus breviventris Philippi, 1864
    - = Schizochelus serratus Philippi, 1864
- Geslacht Pseudodicrania Gutiérrez, 1950 - 1 soort
  - Pseudodicrania aeneobrunnea (Philippi, 1861)
    - = Dicrania aeneobrunnea Philippi, 1861
- Geslacht Ptyophis Redtenbacher, 1868 - 2 soorten
  - = Tetraphyllus Philippi, 1864
  - Ptyophis eiderae Mondaca & Ocampo, 2012
  - Ptyophis paulseni (Philippi, 1864)
    - = Tetraphyllus paulseni Philippi, 1864
    - = Ptyophis macrophylla Redtenbacher, 1868
- Geslacht Pusiodactylus Smith, 2008 - 2 soorten
  - Pusiodactylus flavipennis (Philippi, 1864)
    - = Prionophora flavipennis Philippi, 1864
    - = Pristerophora flavipennis (Philippi, 1864)

  - Pusiodactylus mondacai Smith, 2008
- Geslacht Pseudopectinosoma Katovich, 2011
- Geslacht Rhinaspis Perty, 1833 - 10 soorten
- Geslacht Schizochelus Blanchard, 1850 - 3 soorten 
  - Schizochelus bicoloripes Blanchard, 1850
  - Schizochelus flavescens Blanchard, 1850